# Locked (film)
Pour plus de détails, voir Fiche technique et Distribution.
Locked (The Chaos Experiment) est un thriller américain de Philippe Martinez, sorti en 2009.

## Synopsis
Un professeur d'université dérangé et psychopathe kidnappe six personnes et les enferment dans une salle où la température monte petit à petit. Il veut démontrer que les hommes peuvent survivre au réchauffement climatique. Il exige à un policier de publier ses théories scientifiques en échange de la libération des otages.

## Fiche technique
- Titre : Locked
- Titre original : The Chaos Experiment
- Réalisation : Philippe Martinez
- Scénario : Robert Malkani
- Photographie : Erik Curtis
- Montage : Christopher Robin Bell
- Musique : Don MacDonald
- Production : Luc Campeau et Philippe Martinez
- Société(s) de distribution : Cinepro Pictures
- Pays d'origine :  États-Unis
- Langue : anglais
- Genre : thriller
- Durée : 87 minutes
- Dates de sortie : 
  -  États-Unis : 1er mars 2009 (DVD)
  -  France : 4 octobre 2011 (VOD)

## Distribution
- Val Kilmer : James Pettis
- Armand Assante : Détective Mancini
- Eric Roberts : Grant
- Patrick Muldoon : Christopher
- Megan Brown : Catherine
- Eve Mauro : Jessie
- Quinn Duffy : Frank
- Cordelia Reynolds : Margaret
- Julianne Howe-Bouwens : Briggs